# Милия (окръг Фамагуста)
Вижте пояснителната страница за други населени места с името Милия.
Милия (на гръцки: Μηλιά, Миля̀; на турски: Yıldırım) е село в Кипър, окръг Фамагуста. Според статистическата служба на Северен Кипър през 2011 г. селото има 549 жители.
Де факто е под контрола на непризнатата Севернокипърска турска република.